# Nevada (1944)

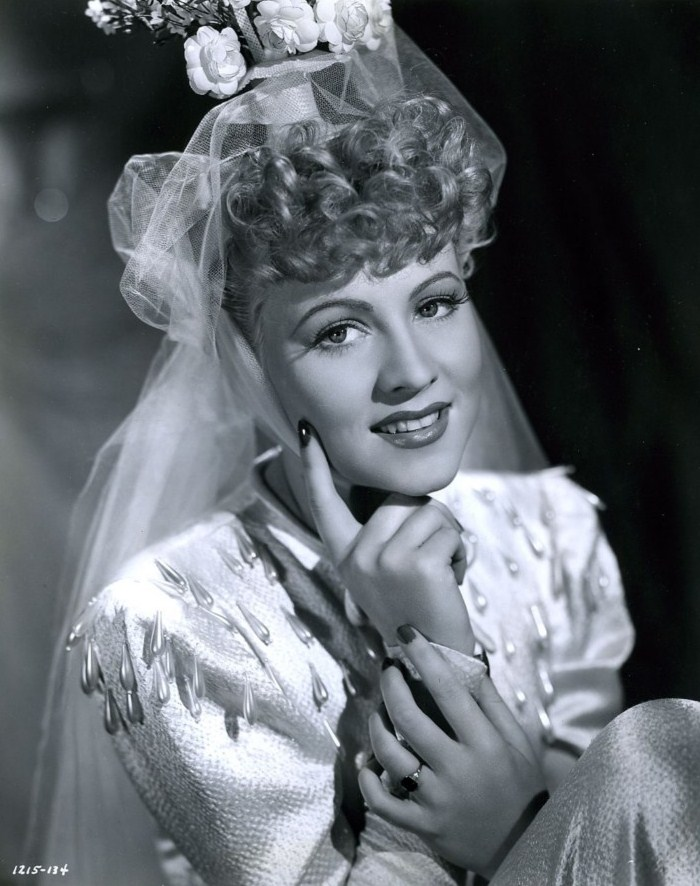
Anne Jeffreys, na foto em cena de I Married an Angel (1942), foi modelo e cantora de ópera antes de dedicar-se ao cinema. Sua carreira não foi muito além de filmes B. Na televisão, tornou-se conhecida na série Topper (1953-1955).

Nevada é um filme estadunidense de 1944, do gênero faroeste, dirigido por Edward Killy e estrelado por Robert Mitchum e Anne Jeffreys.

## A produção
Nevada é o primeiro de uma nova série de faroestes B da RKO Radio Pictures baseados em romances de Zane Grey. Robert Mitchum, após duas dúzias de aparições no cinema (nem sempre creditadas), finalmente teve a oportunidade de liderar o elenco de um filme. Ele foi escolhido para ser o cowboy do estúdio, em substituição a Tim Holt, que alistou-se nas Forças Armadas.
Os produtores conseguiram fazer com que o orçamento empregado parecesse maior do que realmente o foi.
O livro já havia sido filmado duas vezes antes pela Paramount Pictures, em 1927 com Gary Cooper e em 1936 com Buster Crabbe.

## Sinopse
O cowboy Jim Lacy tenta ficar rico nas minas de Comstoke Lode. Contudo, acaba sendo acusado de matar o colono Ben Ide, pai da bela Hattie. Jim escapa por pouco de ser linchado e, enquanto namora Hattie, consegue desmascarar os verdadeiros assassinos.

## Elenco
| Ator/Atriz               | Personagem           |
| ------------------------ | -------------------- |
| Robert Mitchum           | Jim 'Nevada' Lacy    |
| Anne Jeffreys            | Julie Dexter         |
| Guinn 'Big Boy' Williams | Dusty                |
| Nancy Gates              | Hattie Ide           |
| Richard Martin           | Chito Rafferty       |
| Craig Reynolds           | Cash Burridge        |
| Harry Woods              | Joe Powell           |
| Edmund Glover            | Ed Nelson, avaliador |
| Alan Ward                | Xerife               |
| Harry McKim              | Marvie Ide           |
| Larry Wheat              | Ben Ide              |
| Jack Overman             | Red Berry, crupiê    |
| Emmett Lynn              | 'Pancake' Comstock   |